# Calodipoena conica
Calodipoena conica là một loài nhện trong họ Mysmenidae.
Loài này thuộc chi Calodipoena. Calodipoena conica được Eugène Simon miêu tả năm 1895.